# 사노촌 (도야마현)
사노촌(佐野村)은 도야마현 이미즈군에 있던 촌이다.

## 역사
- 1889년 4월 1일 - 정촌제 시행에 의해 이미즈군 사노촌이 성립하였다.
- 1917년 5월 15일 - 사노 지역 일부, 시모쿠로다 지역 일부, 가미노세키 지역 일부, 가모시마 지역 일부, 기즈신 지역 일부 및 기즈 지역 일부를 다카오카시에 편입되었다.
- 1932년 10월 1일 - 기즈 지역의 일부가 다카오카시에 편입하여. 다카오카시 기요미즈정이 되었다.
- 1942년 4월 1일 - 다카오카시에 편입되었다.

## 교통

### 도로
- 국도 제156호선

## 참고문헌
- 西藤平蔵村誌編纂委員会編　『西藤平蔵村誌』　西藤平蔵村誌編纂委員会、2004年。
- 「角川日本地名大辞典」編纂委員会編　『角川日本地名大辞典 16 富山県』　가도카와 쇼텐、1979年。